# Vassourinha (cantor)
Vassourinha, nome artístico de Mário Ramos (São Paulo, 16 de maio de 1923 — São Paulo, 3 de agosto de 1942), foi um cantor brasileiro.
Morreu aos dezenove anos, quando sua carreira apontava para o sucesso.

## Biografia
Nasceu na capital paulista, filho de Paulo de Almeida Ramos e de Teresa D. Assunção.
Já bem cedo Vassourinha estreou na Rádio Record de São Paulo, onde conviveu com figuras de sucesso do meio musical, como as irmãs Aurora e Carmen Miranda, Francisco Alves e Orlando Silva. Tinha na ocasião (1935) apenas doze anos de idade, e vencera uma disputa de calouros, logo passando a fazer apresentações por todo o país.
O primeiro disco de sua carreira foi gravada em 1941, pela Columbia. Ao todo gravou seis discos de 78 rotações, com doze músicas.
Suas gravações "Seu Libório" (de João de Barro e Alberto Ribeiro) de 1941, e "Emília" (Haroldo Lobo e Wilson Batista) de 1942, foram consideradas por Zuza Homem de Mello e Jairo Severiano as mais representativas do período.
Apesar do sucesso alcançado Vassourinha mereceu apenas uma nota de obituário no jornal Correio Paulistano, no dia seguinte à sua morte; ali o periódico registrou: "Muito jovem ainda, pois desaparece aos 19 anos de idade, "Vassourinha" já era um nome consagrado no rádio paulista e brasileiro, tendo gravado composições de grande sucesso, sempre vivas na memória dos apreciadores de nossa música popular. Como intérprete ou como compositor, "Vassourinha" conseguiu se impor e manter bem alto seu nome no "broadcasting" nacional que perde, com a sua prematura morte, um dos elementos mais futurosos com que já contou", e que "Dada a projeção de que gozava não só nesta capital como, também, no Rio de Janeiro e demais Estados da Federação, pode-se dizer, mesmo, que está de luto o nosso rádio".

## Morte
Vassourinha morreu em 1942, provavelmente em decorrência de uma tuberculose óssea.
O cantor foi sepultado no Cemitério do Araçá, no dia 4 de agosto, saindo o féretro da rua Sergio Meira, 217. A Rádio Record mandou celebrar no dia 10, na igreja de São Geraldo (bairro de Perdizes, Largo Péricles), uma missa de sétimo dia pela memória do cantor.

## Impacto cultural
Já quase esquecido do público e da mídia, havendo se tornado uma "nota de rodapé" em artigos sobre a música brasileira, Vassourinha foi lembrado num programa realizado em 1966 na TV Record por Alberto Helena Júnior.
Em 1969 a gravadora Continental reuniu em um só LP suas doze gravações, relançado em 1976 por um produtor.
O documentário "A voz e vazio: a vez de Vassourinha", curta-metragem de dezesseis minutos, foi realizado sobre o cantor em 1998, dirigido por Carlos Adriano. Em 2000 essa obra foi ganhadora da golden plaque no 36º Festival Internacional de Cinema de Chicago, nos Estados Unidos, e em sua edição de 2004 o festival de documentários É Tudo Verdade o considerou um dos dez melhores filmes do gênero sobre música.